# Saison 2014 de l'équipe cycliste Cannondale
La saison 2014 de l'équipe cycliste Cannondale est la dixième de cette équipe.

Portraits
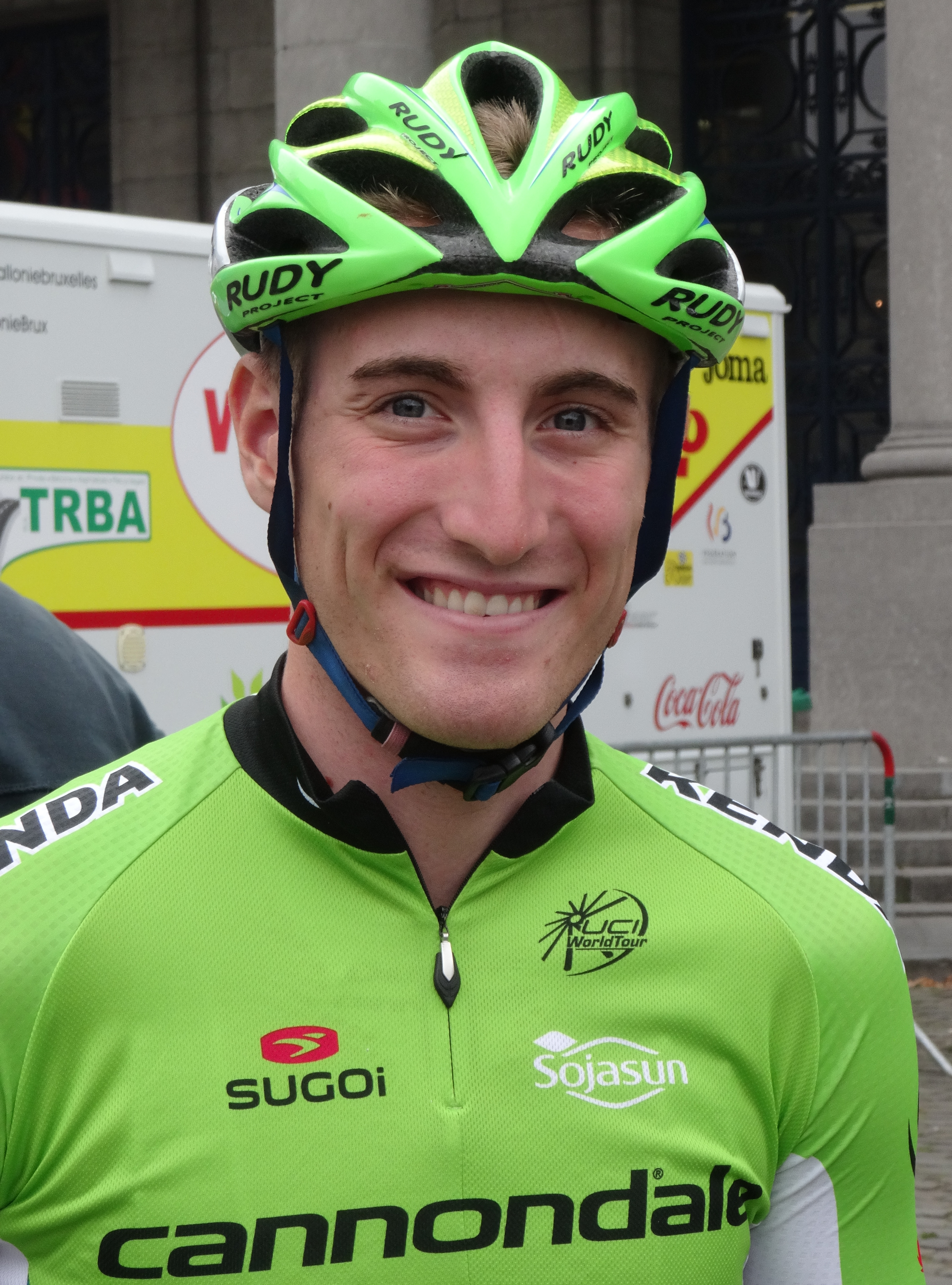
Michel Koch.
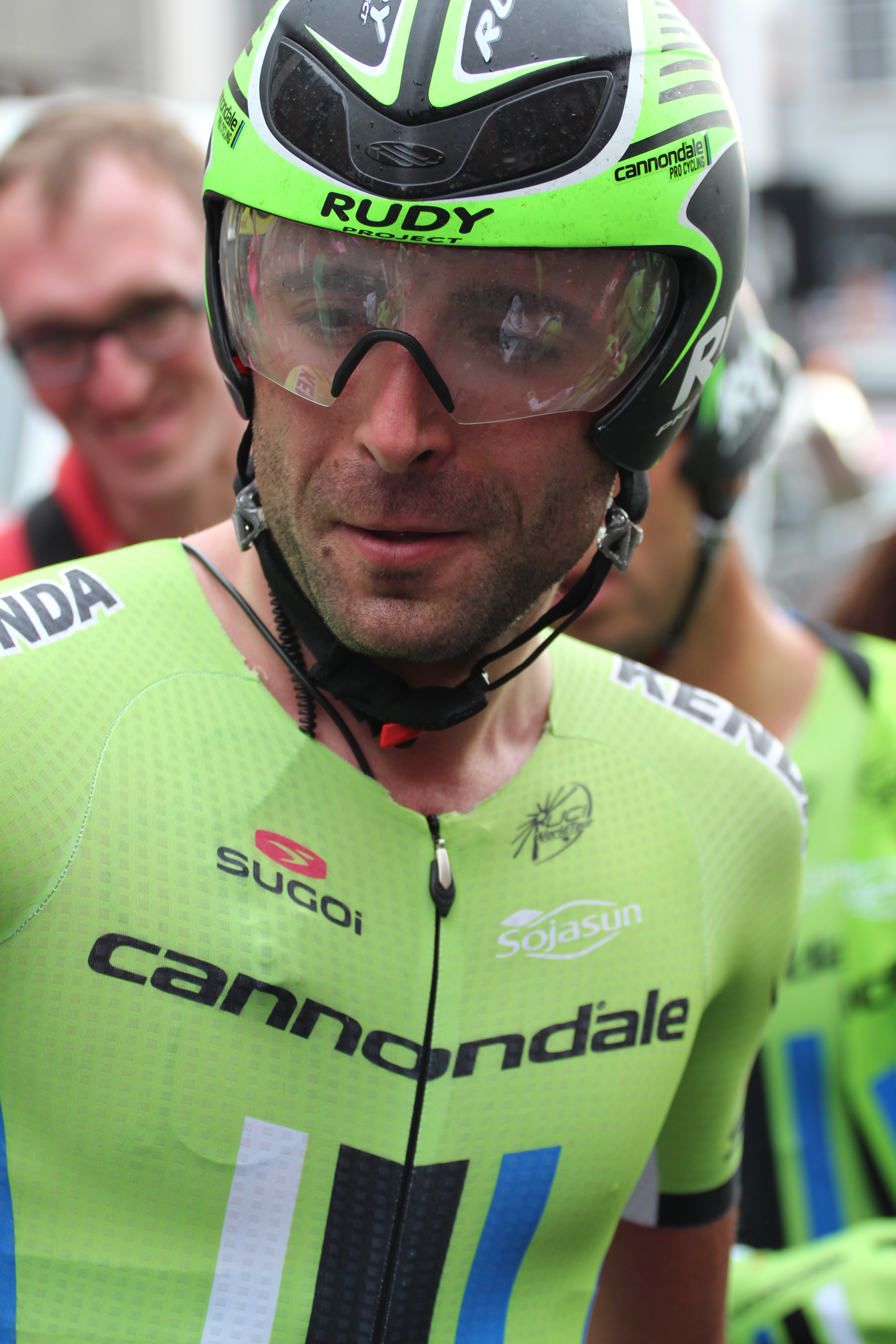
Moreno Moser.
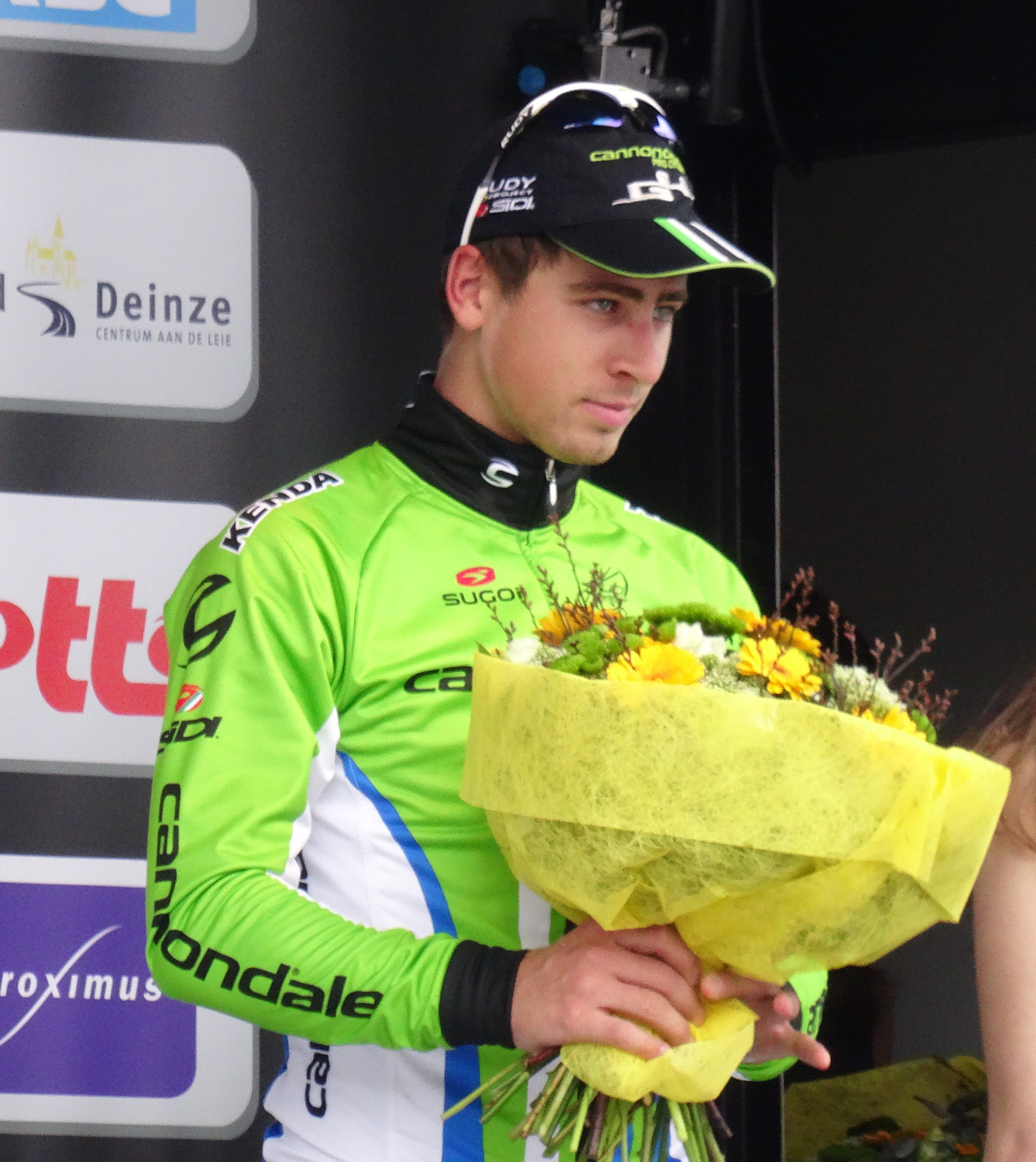
Peter Sagan.
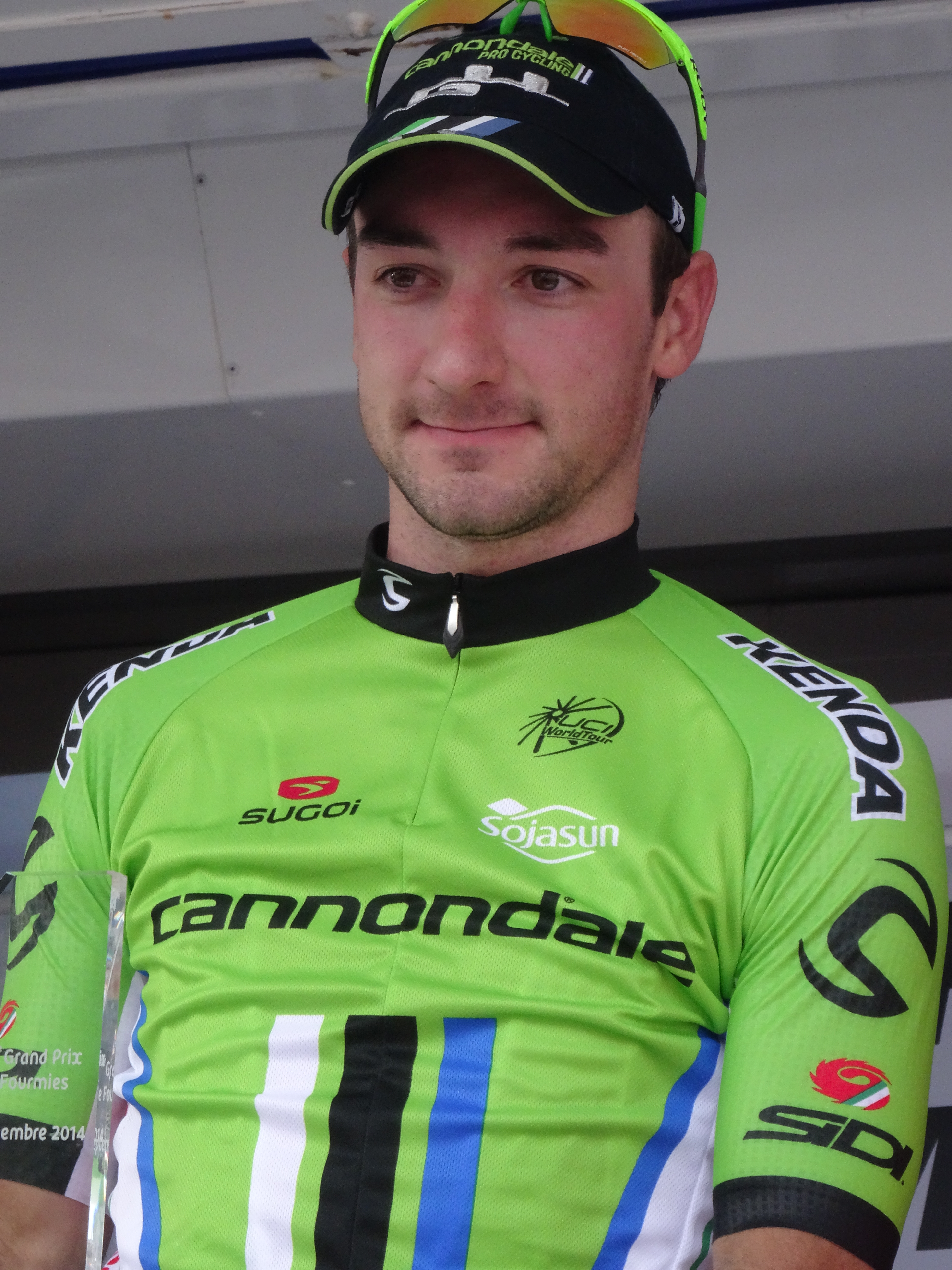
Elia Viviani.

## Préparation de la saison 2014

### Sponsors et financement de l'équipe
En 2013, Cannondale devient le principal sponsor de l'équipe et lui donne son nom. Bien que cette entreprise ait son siège dans le Connecticut et soit la propriété de la société canadienne Dorel,,, l'équipe reste enregistrée auprès de l'UCI comme équipe italienne. Le budget de l'équipe pour l'année 2014 est de 10 millions d'euros.

### Arrivées et départs
| Arrivées         | Équipe 2013                       |
| ---------------- | --------------------------------- |
| George Bennett   | RadioShack-Leopard                |
| Alberto Bettiol  | Mastromarco Sensi Dover Benedetti |
| Davide Formolo   | Petroli Firenze Wega Contech      |
| Oscar Gatto      | Vini Fantini-Selle Italia         |
| Marco Marcato    | Vacansoleil-DCM                   |
| Jean-Marc Marino | Sojasun                           |
| Matej Mohorič    | Sava                              |
| Davide Villella  | Colpack                           |

| Départs               | Équipe 2014                  |
| --------------------- | ---------------------------- |
| Stefano Agostini      | suspendu                     |
| Federico Canuti       |                              |
| Mauro Da Dalto        |                              |
| Tiziano Dall'Antonia  | Androni Giocattoli-Venezuela |
| Lucas Sebastián Haedo | Skydive Dubai                |
| Nariyuki Masuda       | Utsunomiya Blitzen           |
| Maciej Paterski       | CCC Polsat Polkowice         |
| Brian Vandborg        | retraite                     |

## Coureurs et encadrement technique

### Effectif

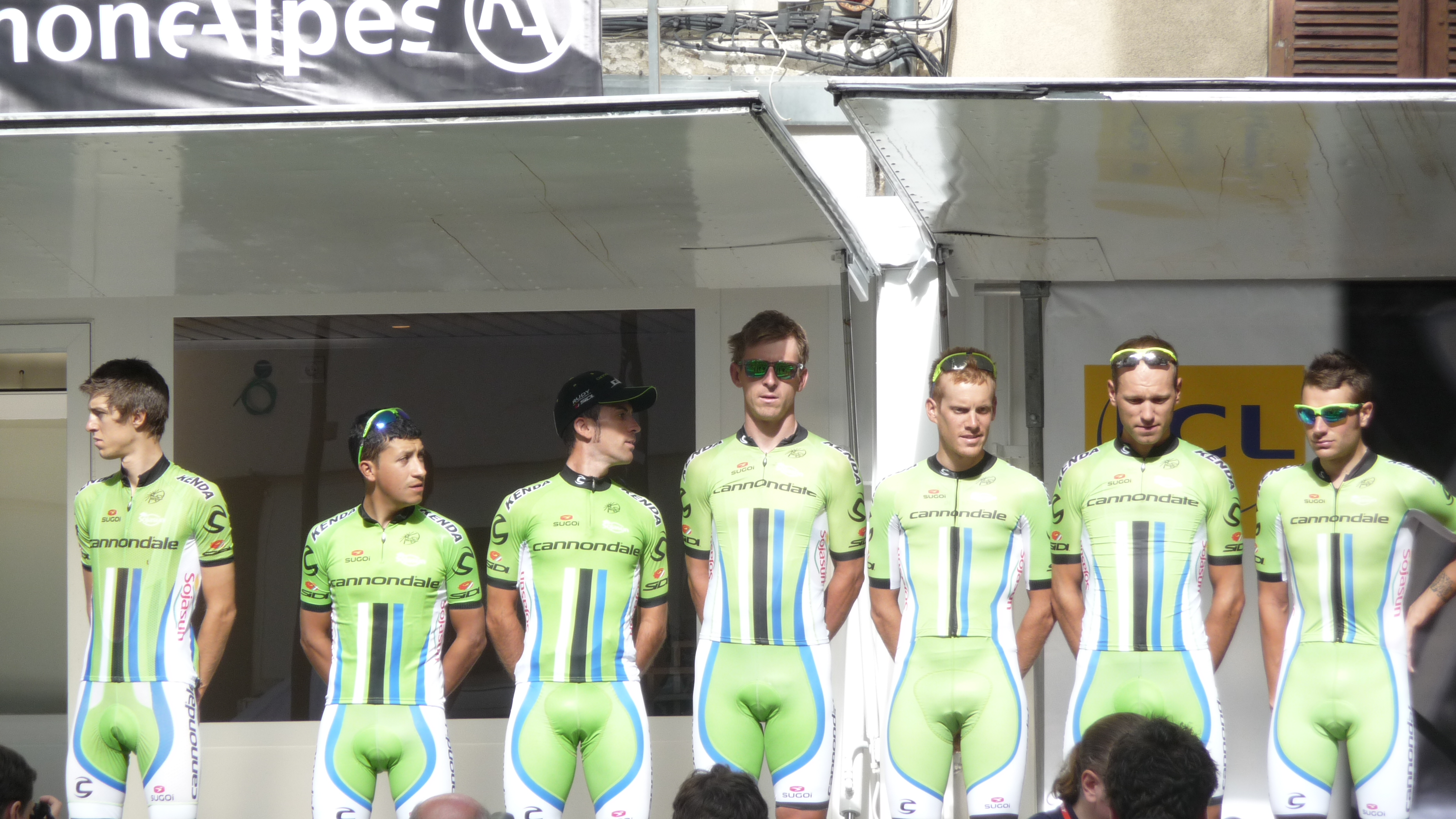
L'équipe lors du Critérium du Dauphiné 2014.

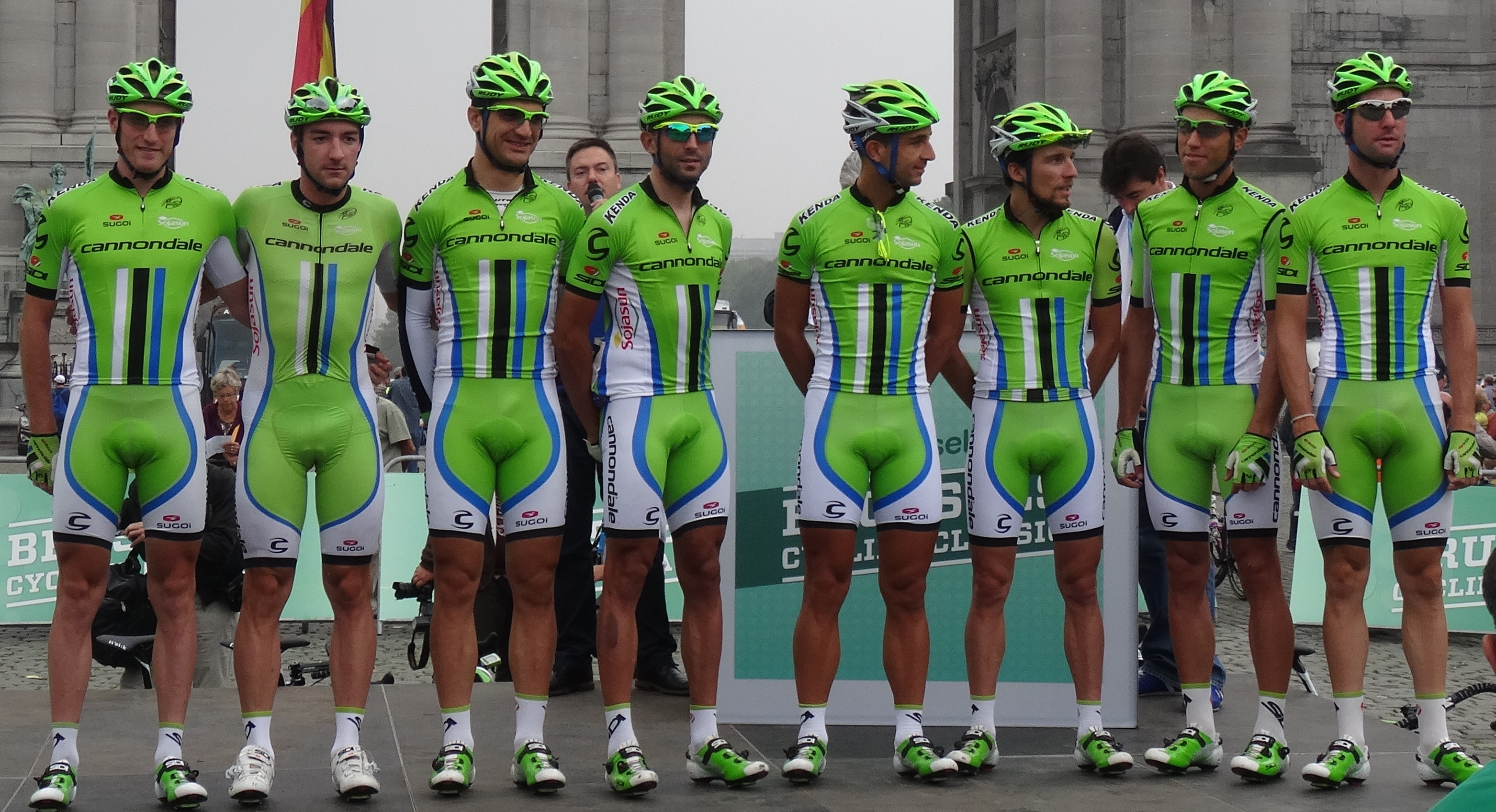
L'équipe lors de la Brussels Cycling Classic 2014.

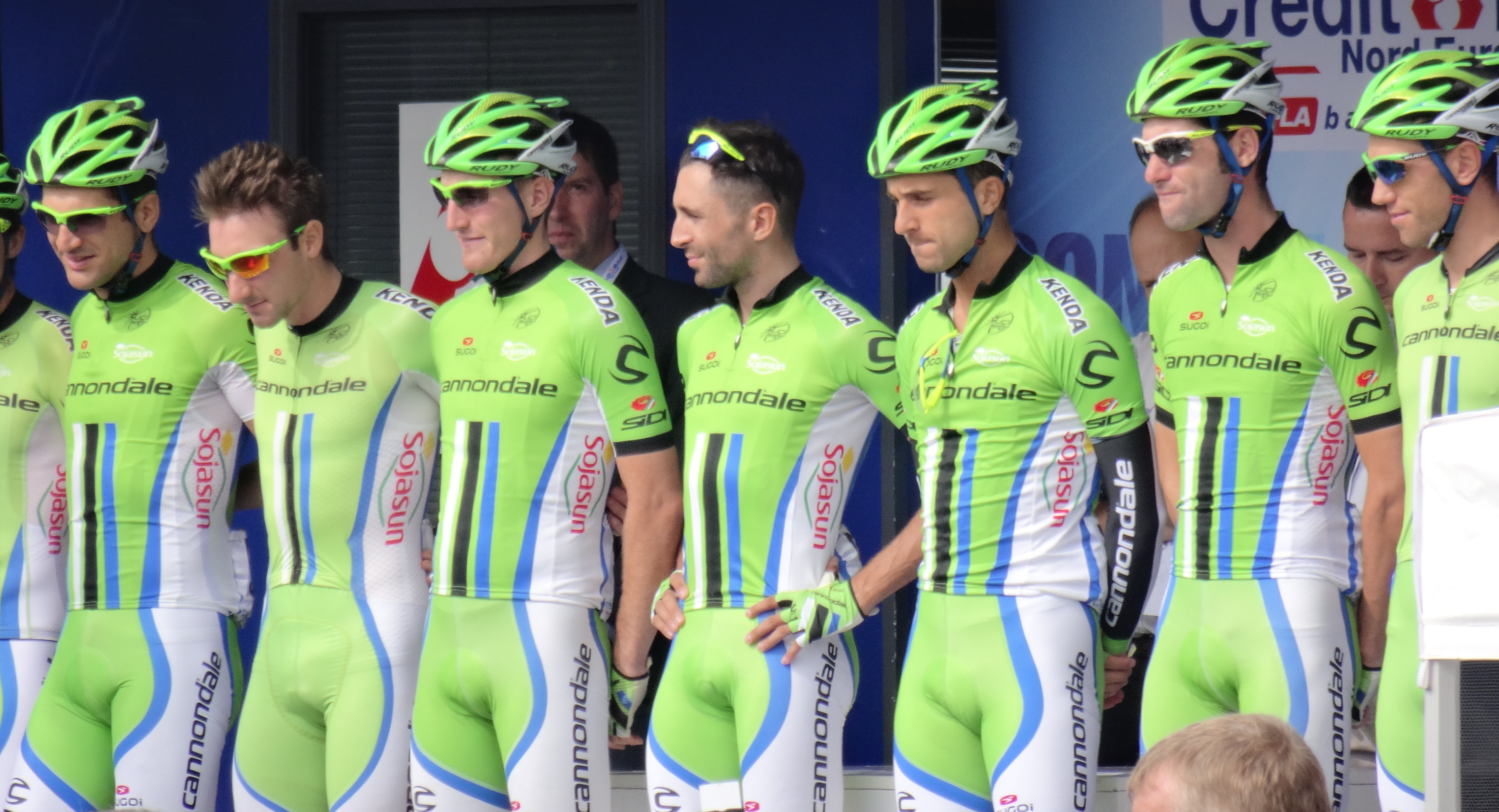
L'équipe lors du Grand Prix de Fourmies 2014.

| Coureur              | Date de naissance | Nationalité      | Équipe 2013                       | Équipe 2015                    |
| -------------------- | ----------------- | ---------------- | --------------------------------- | ------------------------------ |
| Ivan Basso           | 26 novembre 1977  | Italie           | Cannondale                        | Tinkoff-Saxo                   |
| George Bennett       | 7 avril 1990      | Nouvelle-Zélande | RadioShack-Leopard                | Lotto NL-Jumbo                 |
| Alberto Bettiol      | 29 octobre 1993   | Italie           | Mastromarco Sensi Dover Benedetti | Cannondale-Garmin              |
| Maciej Bodnar        | 7 mars 1985       | Pologne          | Cannondale                        | Tinkoff-Saxo                   |
| Guillaume Boivin     | 25 mai 1989       | Canada           | Cannondale                        | Optum-Kelly Benefit Strategies |
| Damiano Caruso       | 12 octobre 1987   | Italie           | Cannondale                        | BMC Racing                     |
| Alessandro De Marchi | 19 mai 1986       | Italie           | Cannondale                        | BMC Racing                     |
| Davide Formolo       | 25 octobre 1992   | Italie           | Petroli Firenze Wega Contech      | Cannondale-Garmin              |
| Oscar Gatto          | 1er janvier 1985  | Italie           | Vini Fantini-Selle Italia         | Androni Giocattoli             |
| Ted King             | 31 janvier 1983   | États-Unis       | Cannondale                        | Cannondale-Garmin              |
| Michel Koch          | 15 octobre 1991   | Allemagne        | Cannondale                        | Rad-net Rose                   |
| Kristjan Koren       | 25 novembre 1986  | Slovénie         | Cannondale                        | Cannondale-Garmin              |
| Matthias Krizek      | 29 août 1988      | Autriche         | Cannondale                        | Felbermayr Simplon Wels        |
| Paolo Longo Borghini | 10 décembre 1980  | Italie           | Cannondale                        |                                |
| Alan Marangoni       | 16 juillet 1984   | Italie           | Cannondale                        | Cannondale-Garmin              |
| Marco Marcato        | 11 février 1984   | Italie           | Vacansoleil-DCM                   | Wanty-Groupe Gobert            |
| Jean-Marc Marino     | 15 août 1983      | France           | Sojasun                           | retraite                       |
| Matej Mohorič        | 19 octobre 1994   | Slovénie         | Sava                              | Cannondale-Garmin              |
| Moreno Moser         | 25 décembre 1990  | Italie           | Cannondale                        | Cannondale-Garmin              |
| Daniele Ratto        | 5 octobre 1989    | Italie           | Cannondale                        | UnitedHealthcare               |
| Fabio Sabatini       | 18 février 1985   | Italie           | Cannondale                        | Etixx-Quick Step               |
| Juraj Sagan          | 23 décembre 1988  | Slovaquie        | Cannondale                        | Tinkoff-Saxo                   |
| Peter Sagan          | 26 janvier 1990   | Slovaquie        | Cannondale                        | Tinkoff-Saxo                   |
| Cristiano Salerno    | 18 février 1985   | Italie           | Cannondale                        | Bora-Argon 18                  |
| Cayetano Sarmiento   | 28 mars 1987      | Colombie         | Cannondale                        | Colombia                       |
| Davide Villella      | 27 juin 1991      | Italie           | Colpack                           | Cannondale-Garmin              |
| Elia Viviani         | 7 février 1989    | Italie           | Cannondale                        | Sky                            |
| Cameron Wurf         | 3 août 1983       | Australie        | Cannondale                        |                                |

- Portraits
- Michel Koch.
- Moreno Moser.
- Peter Sagan.
- Elia Viviani.

### Encadrement
Roberto Amadio est manager de l'équipe depuis sa création en 2005. Coureur professionnel de 1986 à 1989, il dirige des équipes cyclistes depuis 1992 : Jolly Componibili (1992-1994), Aki (1995-1997), Vini Caldirola (1998-1999), Liquigas-Pata (2000-2001), Cage Maglierie-Olmo (2002) et Vini Caldirola (2004).
En 2014, les directeurs sportifs de l'équipe Cannondale sont Stefano Zanatta, Dario Mariuzzo, Mario Scirea, Alberto Volpi, Gilles Pauchard et Biagio Conte. Les trois premiers sont présents dans l'encadrement depuis 2005, Alberto Volpi et Biagio Conte depuis 2010. Gilles Pauchard intègre cet encadrement en 2014.
Stéphane Heulot devient directeur de la performance de l'équipe, dans le cadre du partenariat avec Sojasun. Cannondale recrute trois entraîneurs pour cette saison : Sebastian Weber, provenant de l'équipe Katusha, Mattia Michelusi, qui a entraîné les équipes juniors au sein de la Fédération cycliste italienne et a travaillé pour l'équipe Androni Giocattoli, et Samuel Marangoni, frère du coureur Alan Marangoni, et qui a également travaillé pour la fédération italienne. L'entraîneur Paolo Slongo a suivi Vincenzo Nibali vers l'équipe Astana.

## Bilan de la saison

### Victoires
| Date       | Course                                                 | Pays       | Classe | Vainqueur            |
| ---------- | ------------------------------------------------------ | ---------- | ------ | -------------------- |
| 21/02/2014 | 4e étape du Tour d'Oman                                | Oman       | 2.HC   | Peter Sagan          |
| 14/03/2014 | 3e étape de Tirreno-Adriatico                          | Italie     | WT     | Peter Sagan          |
| 28/03/2014 | Grand Prix E3                                          | Belgique   | WT     | Peter Sagan          |
| 29/03/2014 | 3e étape de la Semaine internationale Coppi et Bartali | Italie     | 2.1    | Elia Viviani         |
| 01/04/2014 | 1re étape des Trois Jours de La Panne                  | Belgique   | 2.HC   | Peter Sagan          |
| 03/04/2014 | 3eb étape des Trois Jours de La Panne                  | Belgique   | 2.HC   | Maciej Bodnar        |
| 01/05/2014 | 5e étape du Tour de Turquie                            | Turquie    | 2.HC   | Elia Viviani         |
| 03/05/2014 | 7e étape du Tour de Turquie                            | Turquie    | 2.HC   | Elia Viviani         |
| 17/05/2014 | 7e étape du Tour de Californie                         | États-Unis | 2.HC   | Peter Sagan          |
| 16/06/2014 | 3e étape du Tour de Suisse                             | Suisse     | WT     | Peter Sagan          |
| 22/06/2014 | 4e étape du Tour de Slovénie                           | Slovénie   | 2.1    | Elia Viviani         |
| 29/06/2014 | Championnat de Slovaquie sur route                     | Tchéquie   | CN     | Peter Sagan          |
| 07/07/2014 | 2e étape du Tour d'Autriche                            | Autriche   | 2.HC   | Oscar Gatto          |
| 09/07/2014 | 4e étape du Tour d'Autriche                            | Autriche   | 2.HC   | Oscar Gatto          |
| 21/08/2014 | 4e étape du Tour du Colorado                           | États-Unis | 2.HC   | Elia Viviani         |
| 29/08/2014 | 7e étape du Tour d'Espagne                             | Espagne    | WT     | Alessandro De Marchi |
| 16/09/2014 | Coppa Bernocchi                                        | Italie     | 1.1    | Elia Viviani         |

### Résultats sur les courses majeures
Les tableaux suivants représentent les résultats de l'équipe dans les principales courses du calendrier international (les cinq classiques majeures et les trois grands tours). Pour chaque épreuve est indiqué le meilleur coureur de l'équipe, son classement ainsi que les accessits glanés par Cannondale sur les courses de trois semaines.

#### Classiques
| Classique            | Milan-San Remo    | Tour des Flandres | Paris-Roubaix    | Liège-Bastogne-Liège | Tour de Lombardie          |
| -------------------- | ----------------- | ----------------- | ---------------- | -------------------- | -------------------------- |
| Coureur (classement) | Peter Sagan (10e) | Peter Sagan (16e) | Peter Sagan (6e) | Marco Marcato (71e)  | Alessandro De Marchi (15e) |

#### Grands tours
| Grand tour           | Tour d'Italie     | Tour de France                                                               | Tour d'Espagne                            |
| -------------------- | ----------------- | ---------------------------------------------------------------------------- | ----------------------------------------- |
| Coureur (classement) | Ivan Basso (15e)  | Alessandro De Marchi (52e)                                                   | Damiano Caruso (9e)                       |
| Accessits            | Prix du Fair-Play | Classement par points (Peter Sagan) et super-combatif (Alessandro De Marchi) | 1 victoire d'étape (Alessandro De Marchi) |

### Classement UCI
L'équipe Cannondale termine à la dix-septième place du World Tour avec 456 points. Ce total est obtenu par l'addition des 80 points amenés par la 9e place du championnat du monde du contre-la-montre par équipes et des points des cinq meilleurs coureurs de l'équipe au classement individuel que sont Peter Sagan, 15e avec 263 points, Damiano Caruso, 87e avec 47 points, Davide Formolo, 99e avec 30 points, Alessandro De Marchi, 109e avec 22 points, et Ivan Basso, 127e avec 14 points,.
| Rang | Coureur              | Points |
| ---- | -------------------- | ------ |
| 15   | Peter Sagan          | 263    |
| 87   | Damiano Caruso       | 47     |
| 99   | Davide Formolo       | 30     |
| 109  | Alessandro De Marchi | 22     |
| 127  | Ivan Basso           | 14     |
| 144  | Elia Viviani         | 9      |
| 169  | Marco Marcato        | 5      |
| 216  | Daniele Ratto        | 2      |
| 228  | Kristjan Koren       | 1      |
| 234  | Guillaume Boivin     | 1      |